# Psammomys obesus
Il ratto delle sabbie maggiore (Psammomys obesus  Cretzschmar, 1828) è un roditore della famiglia dei Muridi diffuso nell'Africa settentrionale e nel Vicino Oriente.

## Descrizione

### Dimensioni
Roditore di medie dimensioni, con la lunghezza della testa e del corpo tra 116 e 185 mm, la lunghezza della coda tra 88 e 140 mm, la lunghezza del piede tra 32 e 36 mm, la lunghezza delle orecchie tra 13 e 17 mm e un peso fino a 237 g.

### Aspetto
Il corpo è robusto, con una grossa testa e ricoperta da una pelliccia lunga. Le parti dorsali sono fulve cosparse di lunghi peli scuri, la base dei peli è grigio scura, mentre le parti ventrali, i fianchi e le guance sono giallo-brunastre chiare. Una piccola macchia bianca è presente alla base posteriore di ogni orecchio. Le vibrisse sono sia bianche che nere. Le orecchie sono corte ed arrotondate, ricoperte di piccoli peli sparsi. Le zampe anteriori sono relativamente corte. Il dorso delle zampe è bianco-giallastro. La pianta dei piedi è parzialmente rivestita di peli, gli artigli sono scuri. La coda è più corta della testa e del corpo ed è densamente ricoperta di peli, è nero-brunastra sopra, fulva sotto e con un ciuffo di peli nerastri all'estremità. I maschi sono più grandi delle femmine, le quali hanno due paia di mammelle pettorali e due paia inguinali. Il cariotipo è 2n=48 FN=74-78.

## Biologia

### Comportamento
È una specie terricola attiva sia di giorno che di notte. Fuori dalle tane si muove dalle 9 alle 17 in inverno, ma confinata alla prima mattina e al tardo pomeriggio in estate. Durante i mesi più freddi si stende al sole. Scava estesi complessi di cunicoli sotto la boscaglia, profondi circa 50 cm ma lunghi diversi metri e con molte entrate.  Una camera è utilizzata come latrina. Nonostante sia una specie coloniale alcuni individui tendono ad essere solitari. Questi roditori occupano una nicchia ecologica unica. Si nutrono di foglie succulente di piante xerofile che forniscono grandi quantità d'acqua ma poche calorie. I loro reni sono grandi e molto efficienti in rapporto con gli altri roditori e sono in grado di produrre urine altamente concentrate. Nonostante l'alta concentrazione, grandi quantità sono espulse quotidianamente a causa della elevata ingestione d'acqua. Questo metodo di mantenere un bilancio idrico positivo è notevolmente diverso da qualsiasi altro animale del deserto, ovvero ingerire grandi quantità di liquidi per perderne altrettante. Ciò facilita i ratti delle sabbie a cercare cibo di cui le altre specie non si nutrono ed a essere attivi di giorno quando le temperature esterne sono alte.

### Alimentazione
Si nutre di foglie e rametti di diverse piante xerofile. Cerca cibo fino a 30 m dalle loro tane. Si arrampica sugli arbusti e spezza i piccoli rami i quali vengono poi portati davanti alle entrate delle tane. Le foglie succulente vengono mangiate davanti alle entrate dove gli scarti vengono poi gettati nella sabbia. Il tipo di pianta preferita dipende dalla località ed include Salsola vermiculata in Marocco, Suaeda mollis, Traganum nudatum e Salsola foetida in Algeria, Suaeda fruticosa, Arthrocnemum glaucum e Salsola tetragona in Tunisia e Suaeda monoica, Arthrocnemum glaucum e Anabasis articulata in Egitto.

### Riproduzione
Le gravidanze avvengono durante i mesi freddi e secchi dell'anno, tra settembre ed aprile con picchi in ottobre e febbraio. Negli anni di scarsa piovosità e disponibilità di cibo la riproduzione è limitata da gennaio ad aprile. Danno alla luce 2-8 piccoli alla volta ogni 35-44 giorni dopo 24 giorni di gestazione. Alla nascita il peso è di 6-7 g, vengono svezzati dopo 15 giorni e raggiungono le dimensioni adulte dopo 4 mesi. Diventano sessualmente maturi a 3-6 mesi. L'aspettativa di vita in natura è 14-18 mesi, mentre sale a 6 anni in cattività. 

## Distribuzione e habitat
Questa specie è diffusa lungo le coste della Mauritania, Sahara Occidentale, gran parte del Marocco, Algeria settentrionale e sud-orientale, Tunisia centrale, Libia centro-settentrionale, Egitto settentrionale, Sudan nord-orientale, Siria, Israele, Giordania e Penisola Arabica.
Vive negli ambienti stepposi dove il terreno è umido, fangoso e salato con precipitazioni annue di 250–300 mm.

## Conservazione
La IUCN Red List, considerato il vasto areale e la popolazione numerosa, classifica P.obesus come specie a rischio minimo (Least Concern).